# サイキックハーツ
『サイキックハーツ』（Psychic Hearts）とは、日本のプレイバイウェブゲーム。
トミーウォーカーが運営するPBWのシリーズ4作目にあたる。公式の略称は「サイファー」。
現代日本を舞台に、400年の間人類を影から支配してきた、人の心の闇に潜む「ダークネス」と、ダークネスの力を持ちながらも人の心を保った「灼滅者（スレイヤー）」との戦いを描いた超能力バトルもの。
メインイラストレーターは新井テル子。富士見書房（現・KADOKAWA富士見書房BC）とコラボレーションし、ラグナロクシナリオとドラゴンマガジンでの小説のリンクやTRPGリプレイとの連動イベントなど様々な試みがある。
2012年12月、本作品をTRPG化した『サイキックハーツRPG』が発売。
TRPGをプレイする際のダイス判定に便利な判定プログラムが公開されている。
書籍リプレイの他、富士見書房のホームページにウェブリプレイが掲載されており、このウェブリプレイは全編無料で読むことが出来る。
ＴＲＰＧのPCである葬名・煉、清嶺地・悠里、デーヴィッド・フローリンガー（書籍１～２巻）、車・小虎（書籍・ウェブ両方に登場）またウェブリプレイのPCである原田・神緒、リーナ・ウェルトン、波早・つくし、および書籍版のNPCであった桐生・夜風はPBW上でもキャラクターとして登録されている。
（リーナ・ウェルトンはＰＢＷ版のシナリオの一つでダークネスとして登場し、PCたちの行動によって闇堕ちから救出され灼滅者となったキャラクターでもあり、その背景はTRPG版でも採用されている）
また、物語が進むごとにTRPGのストーリーに絡んだシナリオやドラゴンマガジン誌上でPBWにはない情報や別の視点からの物語が描かれる「ラグナロク」関連シナリオ、及び新しくPBWやサイキックハーツをはじめたPL及びPCに対して今までの出来事を振り返るという形で行われる「魔人編纂室」シナリオなど、無料で参加できるシナリオが出る事もある。
これまでのトミーウォーカーのPBW「無限のファンタジア」「シルバーレイン」「エンドブレイカー！」では、トップページのメインに立つのはＮＰＣであったが、今作「サイキックハーツ」においてはプレイヤーキャラクターが殆どである。（無論、ＮＰＣがトップに立つ事が無い訳ではない。）

## 世界観
現実世界と表面上は変わらないが、ダークネスと呼ばれる存在によって世界は既に裏側から支配されている。
全ての人間の魂の奥底にはダークネスと呼ばれる邪悪な別人格が眠っており、宿主である人間の精神が揺らぎ闇堕ちすることで宿主の人格を破壊、肉体の主導権を奪って行動する。
1600年代前半、複数ダークネス種族による人類の「分割統治」が完成。人々は気づかないまま支配され、見えざる圧制を受けていた。しかし1990年代、東京都武蔵野市で稼動した生体機械サイキックアブソーバーにより、ダークネスの原動力であるサイキックエナジーが全世界中から吸い取られ、日本列島を残してダークネスの首脳・幹部が悉く活動を停止し、その配下であった人間の権力者たちを含めて混乱に陥る。
その結果、それまでは生まれてすぐにダークネスによって皆殺しにされてきた灼滅者の子供たちが無事に生育されることとなり、ダークネスの対抗勢力としてサイキックアブソーバーの真上に立てられた小～大学までの一貫校『武蔵坂学園』に集められる事となった。
プレイヤーキャラクターはこの武蔵坂学園の生徒である灼滅者として、ダークネスやその眷属たちと戦ってゆくことになる。

## 重要語録
ダークネス
全ての人間の魂には必ずダークネスが存在し、魂の中に「闇（ダークネス）」を宿していない人間は存在しない。
ダークネスの目的は人の心に負の感情を植え付け、人類の闇堕ちを促進することである（種族や個体によっては個人の利益のみを追求するものもいる）。
戦争や人間社会におけるストレスなどもダークネスによって人間がより闇堕ちし易いように外的に植えつけられたものであるとされている。
どの人間がどの種族に闇堕ちするかはダークネスにも判別不能であり、よって社会は無差別に大量の人間を苦しめるように構成されたとされる。
ダークネスは固有する強大なサイキック能力を持ち、精神が枯れない限り老いる事もないが、生殖によって繁殖する事ができない。人間を闇堕ちさせることでしか同類を増やす手段がないために人類を皆殺しにする事はない。
また、能力を維持し活動する為にはサイキックエナジーが必要であり、強大なダークネスほどその必要量が多く、サイキックエナジーがなくなれば活動不能になってしまう。
現在、サイキックアブソーバーの効果により日本以外のサイキックエナジーは極端に減少しており、強力なダークネスは配下によって日本に運び込まれる、自ら弱体化して必要なサイキックエナジーを減らす為に自身を傷つけるなど試みているらしき描写が垣間見られているが、未だその効果も微々たるものである（三分間のみの活動限界やテレパシーで配下に指示を出すなど）。
また、ダークネス種族（後述）の中でも派閥があり、己がのし上がる為に同じダークネス同士、同じ種族同士で争っている様子が見られる。現時点では、多くのダークネスたちにとっては灼滅者よりも別の敵対するダークネスの方が危険視されており、それはダークネスがサイキックアブソーバーの破壊に積極的に動かない理由のひとつでもある。
後述するバベルの鎖によりPCたちの属する武蔵坂学園が存在を知らないダークネス種族もおり、2012年8月のゲーム開始直後は１０種類のダークネス種族しか確認されていなかったが、ダークネスの実験や灼滅者の介入の結果、新たな種族とその種族を「宿敵」とする灼滅者たちが発見されている。
灼滅者
ダークネスの人格に肉体を奪われる事なく、己の自我を持ってダークネスのサイキックのみを扱う事の出来る人間を指す。
1990年代以前はダークネスによって生まれてすぐに殺されていたが、サイキックアブソーバーの稼動後ダークネスの首脳部が混乱に陥った事で発見される事なく生き延びる者が増加した。
灼滅者の扱う力もダークネスのものと同様であり、それゆえに通常の人間より闇堕ちしやすいが、サイキックを駆使してダークネスを倒す（灼滅する）事で闇堕ちの危機から遠ざかる事の出来る「癒し」を得られると説明されている。
また、闇堕ちしても人間としての元の人格を壊される事なく、しばらくの間魂のみの状態で耐え続ける事が可能である
（通常の人間は闇堕ちしてしまうとすぐに人間としての人格は失われてしまうが、灼滅者である場合はこの「元の人格」に呼びかけることによって肉体と魂を取り戻し「救出」する事ができる）。
新たに闇堕ちしたものを救出し学園へ連れ帰って保護する事も学園に属する灼滅者の役割である。
（シナリオによっては、この新たな灼滅者が救出した依頼に参加していたプレイヤーに新たなキャラクターとして与えられる（入学理由が「武蔵坂学園の灼滅者に救われた（『救われた』の部分がその依頼へのリンクになっている）」と特殊なものになる））。
闇堕ち
通常シナリオにおいて、キャラクターはプレイングの際に「ピンチの場合に闇堕ちする」もしくは「絶対にしない」のどちらかを選ぶ事ができる。また、リアルタイムイベント「戦争」の際には重傷を負っている際に、闇堕ち状態で出撃する事も出来る。
闇堕ちする事を選んだものは、その依頼においてピンチになった時、プレイングに書いた条件を満たすと一戦闘の間のみ意志の力でダークネスを抑えながらその力を得る（レベルは3倍、戦闘力は10倍に跳ね上がるとされる）ことが出来るが、戦闘終了とともに灼滅者としての人格はダークネスの人格と入れ替わる形で奥底に押し込められてしまい、姿を消してしまう。
闇堕ちシナリオ
闇堕ちしたキャラクターは自身の「闇堕ちシナリオ」のリクエストを出す事が出来る（マスターを指名すると★1が必要となるが、指名しなければ無料でリクエストが可能。※2015年2月時点ではMSの指名は不可能となっている）。
通常の人間の闇堕ちと異なり、灼滅者が闇堕ちした場合、表に表れたダークネスの人格がそのルーツに由来する種族として活動を始めようとするが、灼滅者の人格は消滅せずギリギリのところで残っているという状態になる。
ダークネスの性質や灼滅者の性格や生い立ちなどによって理由は異なるが、この状態は長くは続かず、いずれ完全なダークネスとなり灼滅者の人格も完全に失われてしまう為、闇堕ちした灼滅者の元人格を引き戻さなければならない。
元々闇堕ちからの救出するシナリオで学園の灼滅者となったPCや闇堕ちからの救出を以前にも経験しているPC、発見されるまでに時間がかかった者などは元人格がダークネス人格を引きとめようとする意志が弱くなっていたり、ダークネス人格が以前の経験を元に救出の邪魔をしようとするなど、救出が難しくなる場合もあるとシナリオのオープニングなどで説明される事はあるが、通常の闇堕ちシナリオの難易度は闇堕ちしたPCのプレイヤーによるリクエストの内容次第であるとされている。
この闇堕ちシナリオで救出に失敗すると、闇堕ち状態にあったキャラクターは完全なダークネスと化してしまう（2015年2月現在、実際に完全なダークネスとしてNPC化し、後に灼滅された（死亡した）キャラクターも存在する）。
イラスト商品「ダークネスカード」があれば、シナリオのＴＯＰに「ダークネスカード」に描かれた、闇堕ちした姿が表示される。
特殊な闇堕ち状態
　通常シナリオの行動の結果、或いは他のプレイヤー・キャラクターが知る事の無い形で、ＰＣが特殊な闇堕ち状態に陥ることがある。
　現在確認されているものは「強力なダークネスの本拠地の探索を目的としたシナリオで、ダークネスの力で闇堕ちさせられる」、「ラグナロクがラグナロクダークネス化した事で、シナリオに参加していた同じルーツの灼滅者が連鎖的に闇堕ちさせられる」、「特定のルーツを持つ者のうち幾名かが他のPCに知られない状態で強力なダークネスに呼び出され、一般人の人質を取られ、複数人が闇堕ちを余儀なくされた状態に陥った結果、闇堕ちした者がダークネス組織の幹部となった」「夢の中（他PCには知られない状態）で強力なダークネスが現れ、闇堕ちを促されて承諾したら現実でも闇堕ちしていた」「シナリオを重ねてきた結果、ランダムで選ばれた名目上のみの（優先的な決定権を有したり明確な代表となるPCは武蔵坂学園には存在しないため）代表者であったPCが戦争イベントの最中、黒幕で強力ゆえに活動不能な状態にあったダークネスに力を与えると言われ、受け容れた結果闇堕ちした」などである。
　なお、上記の中で最初のケースでは強制的に闇堕ちさせられた者全員が通常の闇堕ちシナリオをリクエストすることが出来、通常の闇堕ちシナリオによって救出されたが、それ以降のケースでは通常の闇堕ちシナリオのリクエストは不可能であり、戦争イベントで有力敵となることが多く見られる。（救出は可能であるが、説得の為のプレイングは通常のシナリオと異なり100文字が限度であり、時間も３０分と短時間である。尤も説得プレイングのない者に倒された場合でも、他に救出の為の説得プレイングを書いたものが存在することで救出される）
武蔵坂学園
サイキックアブソーバーの稼動が1990年代であったため、現在プレイヤーキャラクターである灼滅者は全員が未成年であり、大学一年生（ゲーム開始時点では高校二年生）相当が最年長とされる。（新たにキャラクターを作る場合も、学年は最高でも必ず高校二年生からとなる。）
その為、灼滅者は東京都武蔵野市にある、サイキックアブソーバーの真上に建てられた「武蔵坂学園」の生徒として学校生活を送る事となる。
トミーウォーカーの過去作「シルバーレイン」の銀誓館学園とは異なり、武蔵坂学園に通う生徒は一部の特殊肉体者（後述）を除いて全員が灼滅者である。一般人である教職員もサイキックアブソーバーの研究者、過去ダークネス事件から救われた者、学園の創設や支援に関わる者など、何らかの形で関わりを持っており、灼滅者について知識と理解を持っている。
また、教職員の一部はレベル制限の緩和時に行われる「個人授業」（クイズ形式であり、その殆どは基本的な知識から普段は気に留めないもの、若干こじつけ的なものもあるが、ゲームに関係する内容であり、また必ず調べればすぐにわかるものである）の担当として登場する。また、例外はあるが大抵学園内のどこかのクラスや学部の担任である。（彼らは後述の「ブレイズゲート」の「ダークネス図鑑」でその全身画像を見ることが出来るため、複数ピンナップの相手としてPCと一緒のイラストを作成する事も可能である）
現在プレイヤーキャラクターが在籍するのは小学校から大学までだが、キャラクター検索の「学年」を選択するプルダウンメニューバーでは社会人を選べるようにもなっている。
また、同じ学年で空いている席であれば別のクラス、別のキャンパス（大学生は別の学部）のどこの席にでも移動が可能であり、その為学年が上がったり小学校から中学校、中学校から高校へ進学してもクラス替えは存在しない。
大学に進学した時は高校三年生のクラスの順番に対応した学部に自動的に進学するため、場合によっては自主的に目的の学部への移動を行う必要がある。
エクスブレイン
学園に通う一般人、特殊肉体者。生まれつき脳の一部に「全能計算域（エクスマトリックス）」と呼ばれる、思考能力・自我・知識量には全く影響を与えず、ただひたすら、認識した情報を無限に収集し続ける特性を持つ領域を所有する。これによって収集された情報は本人にも使用できず、本来は何の意味もない能力であるが、武蔵坂学園においては「サイキックアブソーバー」と組み合わせる事で明確な未来予測が可能となる。
過去作「無限のファンタジア」の霊査士や「シルバーレイン」の運命予報士と同様、戦う力を持たない代わりに未来を予知する能力を持つＮＰＣであるが、サイキックアブソーバー無しでは何の役にも立たない為、敵対組織やダークネスに狙われることはないとされている。
ダークネスや灼滅者には「バベルの鎖」という能力があり、それによって自らの危険などの未来予知が行えるが、エクスブレインはその「予知を無効化する手段の予測」が行える。（その為、エクスブレインの予測から大きく外れた方法で敵に近づくなどを試みた場合、敵の「バベルの鎖」によってその行動は察知され、事前に対処をとられてしまう）
また、灼滅者やダークネス、一般人にも普通に目視が可能であるが、エクスブレインにだけは「巨大な白い炎の柱」で遮られて見えない場所や現象があり、「ブレイズゲート」と呼ばれる。視覚が直接遮断される為、ブレイズゲート内部の出来事はエクスブレインは殆ど予知することができない。
（※TRPG版では、この「ブレイズゲート」はエクスブレインの未来予測を遮り不完全化するものとして扱われている）
ラグナロク
体内に膨大なサイキックエナジーを蓄積している「特殊肉体者」。肉体のどこかに『刻印』を持ち、信頼する相手にその刻印を触れさせる事で『契約』が結ばれる。ラグナロクと『契約』した相手は、その『刻印』に触れることでラグナロクの体内に蓄積された大量のサイキックエナジーを任意に放出させる事が可能となる。
その大量のサイキックエナジーにより、ラグナロクは特殊な能力を持ち、また闇堕ちすると強大な「ラグナロクダークネス」に覚醒する為、あらゆるダークネスから狙われることとなる。
武蔵坂学園で保護する事で、ラグナロクはその体内のサイキックエナジーを放出してサイキックアブソーバーに吸収させることが出来ているが、サイキックアブソーバーから長期間離れると再びサイキックエナジーを蓄積し始めてしまい、またダークネスから狙われる危険性もあるため、基本的に学園から外出する事はできない。
ラグナロクを一人保護するごとに、『殲術再生弾（キリングリヴァイヴァー）』と呼ばれるサイキックエナジーの弾丸がサイキックアブソーバーに一発装填される。これは戦争時に発射され、戦争に参加する全ての灼滅者を８ターン（戦争時は０９：００～２０：００までの１１時間が８ターンとなる）の間強化する。
（「シルバーレイン」における銀誓館学園のメガリス破壊効果「生命賛歌」と同様のシステムであるが、メガリスが破壊によって失われ後に修復されて再び破壊効果の為に用いる事が出来たのとは異なり、殲術再生弾はラグナロク一人と一度『契約』することで『一発』装填される事となり、既に保護しているラグナロクの力で二度目の装填を行った事例は2015年2月現時点ではない。）
現在、富士見ドラゴンマガジンとの提携シナリオによって保護された５名以外のラグナロクは、灼滅者もしくはエクスブレインとなっている。
サイキック
ダークネスとその力を用いる灼滅者が用いる超常的な力を総称して「サイキック」と呼ぶ。
戦闘に用いられる様々な特殊能力「サイキック」、主に戦闘時以外に用いられ、特に一般人に対して効果を齎す物の多い「ＥＳＰ」、そして「バベルの鎖」の三種に分けられる。
バベルの鎖
ダークネスや灼滅者の体表を薄く覆う、目に見えない永続型の結界膜を「バベルの鎖」と呼ぶ。
バベルの鎖はサイキックでないあらゆる攻撃をかすり傷に留め（見た目は負傷するが、ダメージを負うことはない。その為サイキックによる攻撃でしかバベルの鎖を纏う物を倒す手段はない）、また、このバベルの鎖を纏う者の存在や、その存在が引き起こした怪奇現象などの情報が過剰に伝播しなくなるという性質を持つ。
この「過剰に伝播しなくなる」という性質は、記憶がなくなる・改編されるわけではなく、それを見たものが他者に訴えようとも聞く耳を持たれず、ネットなどでその光景を動画としてアップロードしても誰も興味をそそられないというものである。例えば力を持ったダークネスの中に「ラブリンスター」というアイドルがいるが、彼女はＣＤを出してもこのバベルの鎖によって話題になることも流行する事もない。
ダークネスの被害に遭った一般人が自身が見たものを他者に否定され続け、自分自身の体験を夢か幻かと思い込み、忘れてしまう事はあるが、これ自体はバベルの鎖の効果ではない。ダークネスに対しての恨みなどを忘れられず「人造灼滅者」になった者もいれば、誰にも理解されない恐ろしい記憶に追い詰められて闇堕ちしてしまうようなケースも存在する。
また、このバベルの鎖の効果は灼滅者に対しても作用する為、ダークネスとの戦闘で一般人の目を気にしたり、目撃者の記憶を消す必要も無い。また、ダークネスの性質によっては被害者へのアフターフォローが重要になる場合もある。
サイキック
灼滅者は自身の魂の中に存在するダークネス「ルーツ」からサイキックの力を引き出す他、自分自身の潜在能力である「ポテンシャル」のサイキック、殲術道具「キリングツール」と呼ばれる装備の中でも武器に宿るサイキックを用いて戦う事が出来る。
ルーツ・ポテンシャル・武器それぞれに三種類ずつサイキックが存在し、現時点で武器は片手に一種類ずつ、胴に一種類、脚に一種類の計四種類の異なる武器を装備可能であり、全員が共通して持つ無属性のサイキック「手加減攻撃」「シャウト」を加えた計２０種類のサイキックのうちから五つまでを選んで活性化することでそのサイキックを使用可能となる。
※ポテンシャルの代わりにサーヴァントを持つ灼滅者はポテンシャルを引いた計１７種類となる。
（ちなみに、装備画面で確認される武器の装備部位はゲーム開始時より「手」「脚」「頭」「背」「尾（！）」「胴」の六ヶ所存在している）
サイキックの活性化はいつでも自由に可能であり、シナリオに使用するサイキックはそのシナリオのプレイングを最後に書いた時のもの（プレイング画面で活性化するサイキックを指定できる）が反映され、また最大４名までのチームで参加可能なPC同士の対戦コンテンツ（過去作の「闘技場」「学園黙示録（プール）」にあたる）「ライブハウス」では朝09:00の締め切り以前に最後に活性化していたものが反映される。「ブレイズゲート」で反映されるサイキックは直前のものである。
コンテンツ「旧校舎」ではサイキックエナジーを消費する事で、自分のレベルと同じまでサイキックを強化し、攻撃力を上げる事が出来る。
ＥＳＰ
自らのルーツに由来するもの一種類と、現在装備している殲術道具の防具に宿るもの一種類を使用可能。ポテンシャルに由来するＥＳＰは使用することができない。
防具ＥＳＰには一般人を遠ざける「殺界形成」、一般人に関係者と思い込ませる「プラチナチケット」のようにシナリオで使い勝手の良いものから
生活水準を下げずに生活費を２割減らす「シンプルライフ」、周囲のちょっと美味しいお店を見つけやすくする「ぶらり再発見」などのようなものも存在する。
「闇纏い」や「エアライド」のような「シルバーレイン」の本業能力と同じもの、「ブイヨン」「インソムニア」のような「エンドブレイカー！」の非戦闘アビリティと同じものも多い。

## 出版物
- 『サイキックハーツRPG　ルールブック』 ISBN 978-4-8291-4706-1
本体840円＋税　著者：遠藤卓司／F.E.A.R.　表紙イラスト：新井テル子　発売元：富士見書房
- 『サイキックハーツRPGリプレイ1　灼滅者に涙はいらない』 ISBN 978-4-8291-4691-0
本体700円＋税　著者：丹藤武敏／F.E.A.R.　表紙イラスト：新井テル子　発売元：富士見書房
- 『サイキックハーツRPGリプレイ2 灼滅者に刃は輝く』 ISBN 978-4-8291-4722-1
本体740円＋税　著者：丹藤武敏／F.E.A.R.　表紙イラスト：新井テル子　発売元：富士見書房
- 『サイキックハーツカードゲーム』 4560476310073
本体3,810円＋税　デザイナー：鈴木銀一郎　カバーイラスト：ふじ　発売元：翔エンタープライズ